# Blue Symphony ジャック・マイヨールの愛した海

## 作品解説
2008年第21回東京国際映画祭 NATURAL TIFF部門　公式上映作品。
世界的ダイバー、ジャック・マイヨールが幼少期に初めてイルカと出会った佐賀県の唐津の海。
死の直前、再び足しげく訪れた理由とは。
唐津の人々との温かい交流を、美しい風景と音楽で彩った、回顧的ドキュメンタリー。
正式表記には「ジャックはそこにいる」というサブタイトルがついている。

## 概要
- 監督：みつよしたかひろ
- ナレーター：優木まおみ
- モノクロ･カラー 90分 HD 日本語/英語
- (2008年/ 日本）